# 辻トシ子
辻 トシ子（つじ としこ、1918年〈大正7年〉2月 - 2020年〈令和2年〉1月19日）は、日本の女性秘書、政界フィクサー。
戦前・戦後を通じて政界の裏方として活動し、「政界の黒幕」「影の女帝」とも称された。父・辻嘉六の人脈と資金ネットワークを継承し、複数の首相経験者や大蔵省官僚に影響を与えたとされる。

## 生涯
1918年2月、岐阜県加賀町に生まれる。父は戦前の政界フィクサー・辻嘉六。
幼少期より政治家や軍人、官僚が出入りする家庭環境で育つ。
1940年代後半、父の死後に人脈を受け継ぎ、1949年頃より元衆議院議長・益谷秀次の公設秘書として政界活動を本格化。
以後、佐藤栄作、田中角栄、池田勇人、中曽根康弘らの歴代首相経験者や主計局・主税局幹部と非公式に接触し、人事調整や資金調達、政策構想に関与した。
1961年には東京・赤坂に私設事務所を開設し、三十六会を設立。政官財の要人が集う非公式な調整の場として機能した。
1980年代末には消費税導入に際し、広報番組「三六分間番組」の制作に関与し、特定広告代理店との随意契約を仲介したと報じられた。
2011年、『文藝春秋』2月号で石井妙子の取材を受け、「九十一歳が見た永田町」として昭和政界の裏面史を語った。
2020年1月19日、東京都港区の病院で老衰のため死去。享年102。「昭和の終焉」とも評された。

## 人物
「私は舞台に出るタイプではない」と語り、生涯を裏方に徹した。政界内では「政治家の教育係」とも呼ばれ、議員の行動管理、接待、資金集めまで幅広い役割を担った。
「政治家の本質はトイレ掃除ができるかでわかる」と語るなど、人間観察に長けた人物であった。

## 経歴
- 国務大臣秘書官（国会初の女性秘書官）
- 東京都済生会中央病院 永世顧問

## 政治秘書としての活動
1940年代後半から益谷秀次の秘書を務めたことを機に政界と深く関わるようになる。以後も佐藤栄作、田中角栄、中曽根康弘ら歴代首相や財務官僚と人脈を築き、政界工作、政策研究会の運営、人事調整に携わった。

## 三十六会と非公式人脈
1961年に赤坂の私設事務所にて「三十六会」を設立。官僚や企業関係者が出入りし、政策広報、予算獲得、人事昇進まで非公式な調整が行われた。
消費税導入に際しては、広報番組「三六分間番組」の制作を通じて、政府と広告代理店の間を取り持ったとされている。

## 晩年と評価
91歳時には『文藝春秋』（2011年2月号）での取材に応じ、昭和の政界を回顧した。
特定の派閥に属さず、岸信介、池田勇人、大野伴睦らと交流があった。「永田町最初の女性秘書官」「政界の女帝」とも呼ばれた。

## 家族
- 父：辻嘉六（戦前の政界フィクサー）

## 関連人物
- 益谷秀次
- 佐藤栄作
- 田中角栄
- 池田勇人
- 中曽根康弘
- 海部俊樹
- 船田中
- 松本清張
- 石井妙子